# Chatīb

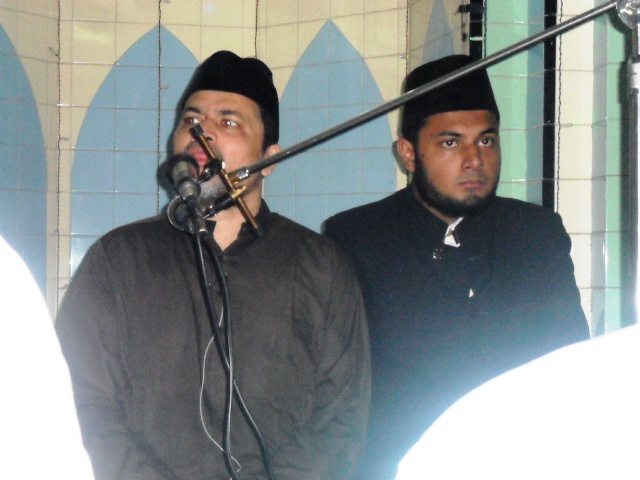
Der Freitagsprediger der Masdsched-e Mufti in Bangladesch beim Vorsagen der Chutba

Chatīb oder Freitagsprediger (arabisch خطيب, DMG ḫaṭīb, türkisch hatip) ist die Bezeichnung für einen islamischen Prediger, der die Chutba („Predigt“) beim Freitagsgebet oder Festgebet zum Opfer- oder Fastenbrechenfest abhält. Dabei handelt es sich meist um den Imam der jeweiligen Moschee.

## Geschichte des Begriffs
Bei den Arabern, in der vorislamischen Epoche, bezeichnete Chatib den Sprecher des Stamms. Seine Aufgaben bestanden zu dieser Zeit darin, die Qualitäten seines Stamms, auch im Kampf gegen Feinde, hervorzuheben. Seine Kennzeichen waren Lanze, Stab oder Bogen, mit denen er während seiner Ansprachen oft auf den Boden schlug. Zu Beginn der islamischen Epoche verlor der Chatib langsam seinen kriegerischen Charakter. Die Chutba wurde nun ausschließlich an die muslimischen Gläubigen gerichtet und diente nicht mehr der Auseinandersetzung mit dem Feind. Jedoch war es noch unter den vier ersten Kalifen und den Umayyaden Aufgabe des Chatib, neben erbaulichen Reden auf dem Minbar auch Befehle zu erteilen, Beschlüsse zu fassen und seine Meinung zu Angelegenheiten zu äußern, welche die Gemeinschaft betrafen.
Nach dem Ende der Schlachten der ersten Generationen verstärkte sich der religiöse Charakter des Chatib. Der Kalif Hārūn ar-Raschīd beauftragte die Qādīs, Predigten zu halten und beschränkte seine Rolle auf diejenige des Zuhörers. Die ägyptischen Fatimiden hielten manchmal die Predigt selbst. Zu dieser Zeit stand die Funktion des Chatib in hohem Ansehen. Als Saladin nach der Eroberung von Jerusalem einen Qādī als Chatib in der al-Aqsa-Moschee einsetzte, wurde dies für den Betreffenden als große Ehre angesehen. Auch unter den Mameluken genoss der Chatib hohe Wertschätzung. Er ist derjenige, dem die neu Konvertierten üblicherweise ihre Konversion zum Islam bekanntgeben.
Während in der al-Azhar-Moschee in Kairo nur ein Chatib amtiert, gab es 1909 in der Prophetenmoschee in Medina deren 46 und in Mekka 122, wobei ihre Stellvertreter nicht mit einberechnet sind.